# Antoaneta Tănăsescu
Antoaneta Tănăsescu (17 janvier 1941 - 9 décembre 2013) est un professeur de littérature de l'université de Bucarest.